# Sperrkörper
Ein Sperrkörper ist in der Medizin ein vasokonstriktorischer Zusatz zu einem Lokalanästhetikum. Beispielsweise werden hierfür Adrenalin und Noradrenalin verwendet. Der Begriff wird vor allem in der Tiermedizin verwendet.
Sperrkörper wirken der vasodilatatorischen Wirkung des Lokalanästhetikums entgegen und verzögern die Resorption in der Injektionsstelle. Damit wird die Wirksamkeit von Lokalanästhetika verlängert und gleichzeitig deren systemische Wirkung reduziert. Die Vasokonstriktion verringert auch die Blutungsneigung. Nachteile von Sperrkörpern sind, dass bei versehentlicher Injektion in ein Blutgefäß erhebliche systemische Nebenwirkungen auftreten können sowie durch die verminderte Durchblutung eine Verzögerung der Wundheilung und eine erhöhte Infektionsgefahr bestehen. Sperrkörper dürfen nicht in Gebiete von Endarterien injiziert werden, da sie dort zu einer Nekrose führen können.